# Mu Muscae
Mu Muscae (μ Mus, μ Muscae) é uma estrela na constelação de Musca. Tem uma magnitude aparente de 4,75, sendo visível a olho nu em boas condições de visualização. Com base em medições de paralaxe, está localizada a aproximadamente 430 anos-luz (132 parsecs) da Terra. É uma estrela gigante com um tipo espectral de K4 III, o que significa que tem coloração alaranjada e temperatura efetiva entre 3 500 e 4 900 K. É também uma estrela variável classificada como variável irregular lenta do tipo LB, variando a magnitude entre 4,71 e 4,76 sem um período definido. Não possui estrelas companheiras conhecidas.